# Герой (филм, 2002)
„Герой“ (на английски: Hero) e китайски уся филм от 2002 г. на режисьора Чжан Имоу, по сценарий на Фенг Ли, Бин Уонг и Чжан Имоу.
Музиката е композирана от Тан Дун. Във филма участват Джет Ли, Тони Лунг Чу-Чай, Маги Чунг Ман-Юк, Жан Зьи, Чен Дао Минг, Дони Йен и др.
Филмът излиза на екран от 24 октомври 2002 г. в Китай и на 21 декември 2002 г. в Хонг Конг.

## Актьорски състав
| Изпълнител       | Роля              |
| ---------------- | ----------------- |
| Джет Ли          | Безименния        |
| Тони Лунг-Чу Уай | Счупен меч        |
| Маги Чанг Ман-Юк | Летящ сняг        |
| Чен Дао Минг     | Владетелят на Цин |
| Дони Йен         | Небе              |
| Жан Зьи          | Луна              |

## Телевизионен дублаж
На 29 март 2009 г. Нова телевизия излъчи филма с български дублаж за телевизията. Дублажът е на Арс Диджитал Студио, чийто име не се споменава. Екипът се състои от:
| Преводач            | Боби Стефанов                                                            |
| Режисьор на дублажа | Ралица Ботева                                                            |
| Тонрежисьор         | Михаил Михайлов                                                          |
| Озвучаващи артисти  | Анна Петрова Силвия Русинова Светозар Кокаланов Васил Бинев Петър Чернев |